# Miomir Mugoša
Miomir Mugoša (in cirillico: Миомир Мугоша?; Cettigne, 23 luglio 1950) è un politico montenegrino, già Ministro della Sanità e Sindaco di Podgorica.

## Biografia
Nato a Cettigne, Mugoša ha completato la scuola primaria e superiore a Podgorica. Ha conseguito la laurea in medicina e chirurgia presso l'Università di Belgrado. Mugoša ha lavorato al Pronto Soccorso del Centro Sanitario e alla Clinica Chirurgica del Centro Clinico del Montenegro. Nel periodo 1996-1997 è stato direttore del Centro Clinico del Montenegro.
Dal 1990 al 2000 è stato Ministro della Sanità del Montenegro, ad eccezione di 3 mesi durante i quali ha svolto l'incarico di Ministro del lavoro e della previdenza sociale.
Mugoša è un membro del Partito Democratico dei Socialisti del Montenegro (DPS) sin dalla sua fondazione. Dal 2000 al 2014 è stato sindaco della città di Podgorica, venendo rieletto per tre mandati consecutivi. Il suo mandato è terminato il 24 giugno 2014 e il DPS ha scelto di non nominarlo come candidato per un quarto mandato.
È stato anche il presidente del FK Budućnost Podgorica, la principale squadra di calcio di Podgorica.
Nel 2009, Mugoša venne coinvolto in uno scandalo: secondo alcune fonti avrebbe picchiato, assieme al figlio, il giornalista del giornale Vijesti Mihailo Jovović. Mugoša non è stato indagato dalla procura, mentre il figlio venne condannato con sospensione della pena.